# Adele aus der Ohe
Adele aus der Ohe, nascida Adelheit Johanne Auguste Hermine (11 de fevereiro de 1861  –  8 de dezembro de 1937) foi uma pianista e compositora alemã. Suas composições, incluindo a Suite n º 2 em mi maior, op . 8, foram publicados por G. Schirmer. 

## Vida
Adele aus der Ohe nasceu em Hanover. Ela inicialmente estudou com Theodor Kullak, onde a pianista e cronista americana Amy Fay a ouviu tocar. Chamando-a de "pequena fada", Fay escreveu: "Eu a ouvi tocar um concerto de Beethoven outro dia, com acompanhamento orquestral e uma ótima cadência de Moscheles, absolutamente perfeito. Ela nunca perdeu uma nota."
Aus der Ohe foi um dos poucos prodígios infantis aceitos como aluno por Franz Liszt; ela começou a estudar com ele aos 12 anos e ficou com ele por sete anos (1877–1884), fazendo sua estreia tocando seu Primeiro Concerto para Piano no Steinway Hall, em Nova York, em 23 de dezembro de 1886. Ela promoveu a música de Liszt ao longo de sua carreira. 
Aus der Ohe também foi amiga de Piotr Ilitch Tchaikovski, cujo Primeiro Concerto para Piano ela apresentou, sob a batuta do compositor, em seu concerto inaugural, no Carnegie Hall, em Nova Iorque. O mesmo se deu em relação ao seu último concerto em São Petersburgo, onde estreou a Sinfonia n. 6 Pathétique. Ela posteriormente se estabeleceu nos Estados Unidos, fazendo turnê por dezessete temporadas consecutivas. Ela retornou à Alemanha em 1906, e morreu em Berlim em 1937. 

## Estilo composicional
Adele aus der Ohe era altamente dotada e tinha um grau distinto de temperamento como pianista. Como mencionado por revistas de música de seu tempo, ela foi bem sucedida não só como intérprete, mas também como compositora. 
Entre 1895 e 1906, seu nome apareceu regularmente nos renomados catálogos de G. Schirmer (Nova York) e Ries & Erler (Berlim). Entre suas composições estão numerosas canções, algumas com letra de Richard Watson Gilder (1844-1909), várias obras para piano e duetos para violino e piano. E, apesar de não ter publicado composições após1906, uma nota no Neue Zeitschrift für Musik sugere que, após sua retirada da vida musical americana, ela continuou seu trabalho de composição. 

## Repertório
O repertório de Aus der Ohe era grande, e incluía os dois concertos de Brahms, o segundo dos quais ela tocou desde 1899. Ela se especializou em obras de grande escala. Um programa típico que ela tocou em Boston consistia da sonata de Beethoven, Waldstein, da Sonata n. 2 de Chopin, Fantasie em C, de Schumann, e Réminiscences de Don Juan, de Liszt.

## Obras para piano
| Título                                   | Opus | Número                                                | Tom           | Palavras                 | Ano  | Publicação             |
| ---------------------------------------- | ---- | ----------------------------------------------------- | ------------- | ------------------------ | ---- | ---------------------- |
| Quatro músicas do novo dia               | 1    | Os pássaros cantavam                                  | —             | Richard Watson Gilder    | 1895 | G. Schirmer            |
| Quatro músicas do novo dia               | 1    | Uma canção de aniversário                             | —             | Richard Watson Gilder    | 1895 | G. Schirmer            |
| Quatro músicas do novo dia               | 1    | Não do mundo inteiro                                  | —             | Richard Watson Gilder    | 1895 | G. Schirmer            |
| Quatro músicas do novo dia               | 1    | Cardo-baixo                                           | —             | Richard Watson Gilder    | 1895 | G. Schirmer            |
| Suíte nº 1 para piano                    | 2    | Bourrée                                               | —             | —                        | 1895 | G. Schirmer            |
| Suíte nº 1 para piano                    | 2    | Sarabande                                             | —             | —                        | 1895 | G. Schirmer            |
| Suíte nº 1 para piano                    | 2    | Menuet                                                | —             | —                        | 1895 | G. Schirmer            |
| Suíte nº 1 para piano                    | 2    | Gavotte                                               | —             | —                        | 1895 | G. Schirmer            |
| Konzertetüde No. 1 für Klavier           | 3    | —                                                     | C major       | —                        | 1895 | G. Schirmer            |
| Composições para o piano                 | 4    | Melodia                                               | F maior       | —                        | 1897 | G. Schirmer            |
| Composições para o piano                 | 4    | Canção do leito                                       | —             | —                        | 1897 | G. Schirmer            |
| Composições para o piano                 | 4    | Dança Rústica                                         | —             | —                        | 1897 | G. Schirmer            |
| Cinco músicas para soprano ou tenor      | 5    | Rosa-escuro, o solene pôr-do-sol                      | —             | Richard Watson Gilder    | 1897 | G. Schirmer            |
| Cinco músicas para soprano ou tenor      | 5    | Depois da noite da tristeza                           | F menor       | Richard Watson Gilder    | 1897 | G. Schirmer            |
| Cinco músicas para soprano ou tenor      | 5    | Canção do berço                                       | —             | Richard Watson Gilder    | 1897 | G. Schirmer            |
| Cinco músicas para soprano ou tenor      | 5    | Eu não me importo se os céus são brancos              | —             | Richard Watson Gilder    | 1897 | G. Schirmer            |
| Cinco músicas para soprano ou tenor      | 5    | Ventos para o silencioso amanhecer                    | —             | Richard Watson Gilder    | 1897 | G. Schirmer            |
| Duas músicas com acompanhamento de piano | 6    | Os órfãos                                             | —             | Adelbert von Chamisso    | 1897 | G. Schirmer            |
| Duas músicas com acompanhamento de piano | 6    | Eu lamento por ver essas lágrimas                     | —             | Robert Underwood Johnson | 1897 | G. Schirmer            |
| Duas músicas com acompanhamento de piano | 7    | Eu implorei um beijo da empregada                     | —             | Robert Underwood Johnson | 1897 | G. Schirmer            |
| Duas músicas com acompanhamento de piano | 7    | Alguns disseram que só brincaram na Guerra            | —             | Robert Underwood Johnson | 1897 | G. Schirmer            |
| Suíte nº 2 em mi maior                   | 8    | Prelúdio                                              | —             | —                        | —    | Ries & Erler           |
| Suíte nº 2 em mi maior                   | 8    | Sarabande                                             | —             | —                        | —    | Ries & Erler           |
| Suíte nº 2 em mi maior                   | 8    | à la Bourrée                                          | —             | —                        | —    | Ries & Erler           |
| Suíte nº 2 em mi maior                   | 8    | Ar                                                    | —             | —                        | —    | Ries & Erler           |
| Suíte nº 2 em mi maior                   | 8    | Gavotte                                               | —             | —                        | —    | Ries & Erler           |
| Suíte nº 2 em mi maior                   | 8    | Gigue                                                 | —             | —                        | —    | Ries & Erler           |
| Vier Klavierstücke                       | 9    | Eine Sage                                             | —             | —                        | 1901 | Ries & Erler           |
| Vier Klavierstücke                       | 9    | Walzer                                                | —             | —                        | 1901 | Ries & Erler           |
| Vier Klavierstücke                       | 9    | Novela                                                | —             | —                        | 1901 | Ries & Erler           |
| Vier Klavierstücke                       | 9    | Spinnlied                                             | —             | —                        | 1901 | Ries & Erler           |
| Duas peças para piano                    | 10   | Melodie                                               | —             | —                        | 1902 | G. Schirmer            |
| Duas peças para piano                    | 10   | Berceuse                                              | —             | —                        | 1902 | G. Schirmer            |
| Mazurca                                  | 11   | —                                                     | —             | —                        | 1902 | G. Schirmer            |
| Três peças para violino e piano          | 12   | Mazurca                                               | —             | —                        | 1903 | G. Schirmer            |
| Três peças para violino e piano          | 12   | Romanze                                               | —             | —                        | 1903 | G. Schirmer            |
| Três peças para violino e piano          | 12   | Elfe Tanzt (Elfo Dançante)                            | —             | —                        | 1903 | G. Schirmer            |
| Konzertetüde No. 2 für Klavier           | 13   | Am Springbrunnen; eine Erinnerung an die Villa d'Este | —             | —                        | 1906 | G. Schirmer            |
| Fünf Klavierstücke                       | 14   | Morgenliedchen                                        | —             | —                        | 1906 | G. Schirmer            |
| Fünf Klavierstücke                       | 14   | Pastorale                                             | —             | —                        | 1906 | G. Schirmer            |
| Fünf Klavierstücke                       | 14   | Walzer                                                | —             | —                        | 1906 | G. Schirmer            |
| Fünf Klavierstücke                       | 14   | Lustiges Intermezzo                                   | —             | —                        | 1906 | G. Schirmer            |
| Fünf Klavierstücke                       | 14   | Am Sommerabend                                        | —             | —                        | 1906 | G. Schirmer            |
| Concerto para Piano e Orquestra          | 15   | —                                                     | —             | —                        | —    | —                      |
| Sonata para violino e piano              | 16   | —                                                     | F-sharp major | —                        | 1906 | G. Schirmer            |
| Suíte para piano                         | WoO  | —                                                     | B menor       | —                        | 1910 | Impressão desconhecida |